# Município Pango Aluquém
Município Pango Aluquém är en kommun i Angola.   Den ligger i provinsen Bengo, i den nordvästra delen av landet, 170 km sydost om huvudstaden Luanda.
I omgivningarna runt Município Pango Aluquém växer huvudsakligen savannskog. Runt Município Pango Aluquém är det glesbefolkat, med 10 invånare per kvadratkilometer.